# Epicypta palauensis
Epicypta palauensis är en tvåvingeart som beskrevs av Donald Henry Colless 1966. Epicypta palauensis ingår i släktet Epicypta och familjen svampmyggor. Inga underarter finns listade i Catalogue of Life.